# Gwendoline Joyce Lewis
Gwendoline Joyce Lewis  ( 1909 -1967 ) fue una botánica sudafricana, nacida en Inglaterra.
Desarrolló una activa participación en la descripción y clasificación de especies de la familia de las iridáceas; en el Herbario Bolus de la Universidad de Ciudad del Cabo.

## Algunas publicaciones

### Libros
- gwendoline j. Lewis, a. Obermeyer. 1972. Gladiolus: A Revision of the South African Species. Ed. C. del Cabo: Purnell. 316 pp. planchas a color por Gwendoline Joyce Lewis.

- gwendoline j. Lewis. 1954. Some Aspects of the Morphology, Phylogeny and Taxonomy of the South African Iridaceae. Volumen 40, Parte 2 de Annals. Edición reimpresa de Ann. of the South African Museum, 99 pp.

- La abreviatura «G.J.Lewis» se emplea para indicar a Gwendoline Joyce Lewis como autoridad en la descripción y clasificación científica de los vegetales.[1]